# Консевич Віктор Феліксович
Віктор Феліксович Консевич (нар. 7 грудня 1955, с. Нова Борова, Житомирський район, Житомирська область, УРСР) — радянський та український футболіст та футзаліст, воротар, по завершенні кар'єри — тренер.

## Кар'єра гравця

### Радянський період
Народився в селі Нова Борова Житомирського району. Вихованець житомирського ДЮСШ, перший тренер — М. Сосюра. Дорослу футбольну кар'єру розпочав 1975 року в аматорській миколаївській «Зірці», де відіграв два сезони. У 1977 році прийняв запрошення від миколаївського «Суднобудівника», за який провів 7 поєдинків у Дргій радянській лізі. Наступний сезон розпочав в аматорському колективі «Колос» (Павлоград), але по ходу сезону перербрався у рівненський «Авангард», за який відіграв 50 матчів у Другій лізі СРСР. У 1980 році призваний на військову службу, яку почав проходити у московському ЦСКА, але не провів за столичних «армійців» жодного поєдинку (як за основу, так і за дублюючий склад), тому вже незабаром направлений до львівського СКА, за який протягом двох сезонів зіграв 66 матчів у Другій лізі радянського чемпіонату.
У 1982 році перейшов до «Дніпра». У футболці дніпропетровського клубу дебютував 20 лютого 1982 року в переможному (4:0) домашньому поєдинку 2-ї зони кубку СРСР проти одеського СКА. Віктор вийшов на поле в стартовому складі та відіграв увесь матч. У чемпіонаті СРСР дебютував 26 березня 1982 року в програному (0:1) виїзному поєдинку 1-го туру проти харківського «Металіста». Консевич вийшов на поле в стартовому складі та відіграв увесь матч. Загалом у сезоні 1982 року зіграв 20 матчів у Вищій лізі та 7 поєдинків у кубку СРСР. Наступного сезону виступав переважно за дубль, за першу ж команду зіграв 2 матчі в кубку СРСР. У сезоні 1984 року також виступав переважно за дублюючий склад, але за першу команду встиг зіграти 3 матчі у радянській «вишці».
З 1985 по 1990 рік виступав за нижчолігові радянські клуби «Шахтар» (Павлоград) та «Кристал» (Херсон). У 1991 році перебрався до аматорського колективу «Меліоратор» (Каховка).

### Український період
Після розпаду СРСР підсилив «Зірку», яка отримала право стартувати в Другій лізі чемпіонату України. У футболці кіровоградського клубу дебютував 11 квітня 1992 року в програному (1:3) виїзному поєдинку 2-го туру підгрупи 1 Перехідної ліги проти харківського «Олімпіка». Віктор вийшов на поле в стартовому складі та відіграв увесь матч. У складі «Зірки» відіграв півтора сезони, за цей час у чемпіонатах України провів 33 матчі, ще 2 поєдинки зіграв у кубку України. Напередодні старту другої половини сезону 1992/93 років повернувся в «Дніпро», але не зіграв за дніпропетровців жодного офіційного матчу.
Напередодні старту сезону 1993/94 років перебрався у «Ворсклу». У футболці полтавського клубу дебютував 7 серпня 1993 року в переможному (2:0) домашньому поєдинку 1/32 фіналу кубку України проти сумського СБТС. Консевич вийшов на поле в стартовому складі та відіграв увесь матч. У Першій лізі України дебютував 15 серпня 1993 року в нічийному (0:0) домашньому поєдинку 1-го туру проти олександрійського «Поліграфтехніки». Віктор вийшов на поле в стартовому складі та відіграв увесь матч. У першій частині сезону 1993/94 років зіграв 7 матчів у Першій лізі та 1 поєдинок у кубку України. Під час зимової перерви сезону 1993/94 років перейшов до футзального клубу «Фортуна» (Дніпропетровськ), кольори якого захищав протягом півтора сезонів (21 матч у чемпіонаті та 5 поєдинків у кубку). У сезоні 1994/95 років приєднався до представника третьої ліги України «Металург» (Новомосковськ). Наступні два сезони відіграв з новомосковцями у Другій лізі України (28 матчів у чемпіонаті України). У 1996 році також виступав за ветеранську команду дніпропетровського «Дніпра». Кар'єру гравця завершив 2001 року в складі футзального клубу «ДДАУ-Бересфорд» (Дніпропетровськ).

## Кар'єра тренера
По завершенні кар'єри гравця намагався розпочати тренерську діяльність. З січня по червень 1998 року працював у тренерському штабі новомосковського «Металурга». З 1999 по 2001 рік тренував воротарів у дніпропетровському «Металі».

## Досягнення
«Дніпро»
- Чемпіонат СРСР
  -  Бронзовий призер (1): 1984

«Металург» (Новомосковськ)
- Друга ліга України
  -  Бронзовий призер (1): 1995/96